# Santa Cruz (banda)
Santa Cruz es una banda de hard rock y glam metal finlandés formada en 2007 en Helsinki por Archie Kuosmanen y Johnny Parkkonen. Al año siguiente, Middy Toivonen se unió como bajista. La banda lanzó dos demos en 2008 y 2009. Después de cambiar varias veces de baterista, en 2009 eligieron a un baterista fijo, Taz Fagerström, convirtiéndose en una banda de 4 miembros. Después de un EP autoeditado de 6 canciones bajo el nombre Anthems For The Young 'n' Restless, firmaron con la discográfica finlandesa Spinefarm Records en 2012 y lanzaron su primer álbum de estudio, llamado Screaming For Adrenaline en abril en 2013. En 2015, durante la gira de AC/DC, fueron la banda soporte en Finlandia. En las fechas 18 y 19 de marzo de 2018, durante su gira en EE. UU., comunicaron en sus redes sociales que Johnny, Middy y Tazz ya no formarían parte del grupo. Después de ello, Archie intentó rehacer la banda consolidando a Toxy, Ero y Pav como los nuevos miembros. Iniciaron una gira que generó grandes expectativas sobre la banda, consiguiendo la aceptación de los fanes originales y ganando nuevos. 

## Trayectoria
En 2007, Arttu Kuosmanen y Joonas Parkkonen decidieron formar una banda, influenciados por Skid Row y Guns N' Roses. Después de unos cambios en los miembros de la banda, se consiguen asentar y la banda es formada por Arttu (vocalista y guitarrista principal), Joonas (corista y guitarrista rítmico), Mitja Toivonen (corista y bajista eléctrico) y Tapani Fagerström (corista, baterista y percusionista). En 2011, lanzaron su primer EP, llamado Anthem for the Young 'n' Restless. En 2012, firmaron con la discográfica finlandesa Spinefarm Records, con la que lanzaron su primer álbum, Screaming for Adrenaline. Este álbum contiene tres sencillos, Aiming High, Relentless Renegade y Nothing Compares to You. En 2017 lanzan el sencillo “River Phoenix”, incluido en su posteriormente tercer álbum “Bad Blood Rising”. En marzo de 2018, durante la gira en EE. UU., anuncian en sus redes sociales que Johnny, Middy y Tazz dejan Santa Cruz, cancelando así el resto de conciertos de ese mes.

## Miembros
- Arttu "Archie Cruz" Kuosmanen - Voz principal, guitarra líder, guitarra rítmica, guitarra acústica y coros.
- Eemi "Ero Cruz" Lamberg - Bajo (2019-presente).
- Tuomas "Toxy Cruz" Lehtonen - Batería (2019-presente).

## Discografía

### Álbumes
- Screaming for Adrenaline (2013)
- Santa Cruz (2015)
- Bad blood rising (2017)
- Katharsis (2019)
- The Return Of The Kings (2022)

### EP
- Anthems for the Young 'n' Restless (2011)

### Vídeos
- Anthem for the Young 'n' Restless (2011)
- Aiming High (2013)
- Relentless Renegades (2013)
- Nothing Compares to You (2013)
- We Are the Ones to Fall (2014)
- Wasted & Wounded (2014)
- My Remedy (2015)
- Let Them Burn (2015)
- Young Blood Rising (2017)